# Scuola di Lipsia (sociologia)
La scuola di Lipsia è stata una branca della sociologia sviluppata da un gruppo di accademici guidati dal filosofo e sociologo Hans Freyer all'Università di Lipsia in Germania negli anni trenta del novecento.
Freyer vide il nazismo come un'opportunità e molti dei suoi seguaci furono nazisti politicamente attivi, come Arnold Gehlen e Helmut Schelsky.
Il Partito Nazista non permise lo sviluppo di nessuna ideologia a sé competitiva nelle università. Tuttavia, taluni esponenti della Scuola di Lipsia insegnarono all'Università fino al 1945. Il loro numero declinò e alcuni emigrarono (Günter) o fecero carriera nel Terzo Reich (Gehlen, Ipsen, Pfeffer), e prima che la guerra finisse, lo stesso Freyer lasciò la Germania per assumere l'insegnamento all'Università di Budapest.